# Julius Riyadi Darmaatmadja
Julius Darmaatmadja SJ (nascut el 20 de desembre de 1934) és un cardenal indonesi de l'Església Catòlica. Va ser creat cardenal el 1994, esdevenint el segon indonesi en ser-ho. Serví com a arquebisbe de la Semarang entre 1983 i 1996, i com a arquebisbe de Jakarta de 1996 a 2010.

## Biografia
Darmaatmadja ingressà al seminari menor de Magelang, a la Java Central el 1951 i a la Companyia de Jesús el 1957. Estudià filosofia entre 1961 i 1964 al De Nobili College, Pontifical Athenaeum, Poona, Índia; i teologia entre al Saint Ignatius College, Yogyakarta. Va ser ordenat prevere el 18 de desembre de 1969 pel cardenal Justinus Darmojuwono. Va ser destinat com a capellà d parròquia a l'arquebisbat de Semarang des de 1971 a 1973, a la província indonèsia de la Companyia de Jesús de 1973 a 1978, i després de rector al seminari menor de Sant Pere Canisi de 198 a 1981. Serví com a Provincial de la Província indonèsia de la Companyia de Jesús de 1981 a 1983.
El 19 de febrer de 1983 el Papa Joan Pau II el nomenà arquebisbe de Semarang. Rebé la consagració episcopal el 29 de juny de 1983, també de mans del cardenal Justinus Darmojuwono. El 28 d'abril de 1984 va ser nomenat ordinari del Ordinariat de les Forces Militars Indonèsies.
Va ser creat cardenal prevere de la seu titular de S Cuore di Maria pel Papa Joan Pau II el 26 de novembre de 1994, esdevenint el segon cardenal indonesi després del cardenal Darmojuwono, que havia mort l'any anterior. En retirar-se Leo Soekoto va ser nomenat Arquebisbe de Jakarta, prenent possessió de la seu l'11 de gener de 1996. Va ser elegit President de la Conferència Episcopal Nacional d'Indonèsia entre 1988 i 1997, i de nou entre el 2000 i el 2006.
Presentà la seva dimissió en arribar a l'edat de 75 anys, d'acord les disposicions del Codi de Dret Canònic, i el Papa Benet XVI l'acceptà el 28 de juny de 2010. Va ser automàticament succeït com a arquebisbe de Jakarta pel seu coadjutor, l'arquebisbe Ignatius Suharyo Hardjoatmodjo.
Com a cardenal, participà en el conclave de 2005, que elegí el Papa Benet XVI. Tot i que era elegible per participar com a cardenal elector, no assistí al conclave de 2013, després de la dimissió de Benet XVI, a causa de motius de salut. Cessà com a cardenal elector el 20 de desembre de 2014, en acomplir els 80 anys.

## Opinions
Rebutjà la identificació de l'islam amb el terrorisme, demanant als cristians que perdonés els radicals islamistes darrere els bombardeigs d'esglésies el 2000, i va ser molt crític vers la guerra que els Estats Units encapçalaren al Iraq.